# IC 2012
IC 2012 је спирална галаксија у сазвјежђу Мрежица која се налази на листи објеката дубоког неба у Индекс каталогу.
Деклинација објекта је - 58° 38' 57" а ректасцензија 3h 52m 55,3s. Привидна величина (магнитуда) објекта IC 2012 износи 15,5 а фотографска магнитуда 16,3. IC 2012 је још познат и под ознакама ESO 117-13, PGC 14027.